# Izenave
Izenave – miejscowość i gmina we Francji, w regionie Owernia-Rodan-Alpy, w departamencie Ain.

## Demografia
Według danych na styczeń 2012 r. gminę zamieszkiwały 174 osoby, a gęstość zaludnienia wynosiła 13,3 osób/km².